# بيرل ريفر (لويزيانا)
بيرل ريفر (بالإنجليزية: Pearl River, Louisiana)‏ هي بلدة أمريكية تقع في الولايات المتحدة في لويزيانا. يقدر عدد سكانها بـ 2,506 نسمة .

## التركيبة السكانية
حدّد مكتب تعداد الولايات المتحدة بيانات التركيبة السكانية لبيرل ريفر في تعداد الولايات المتحدة. في ما يلي، التركيبة السكانية حسب تعدادي 2000 و2010.

### تعداد عام 2000
بلغ عدد سكان بيرل ريفر 1,839 نسمة بحسب تعداد عام 2000، وبلغ عدد الأسر 708 أسرة وعدد العائلات 513 عائلة مقيمة في البلدة. في حين سجلت الكثافة السكانية 188.8 نسمة لكل كيلومتر مربع (489.0/ميل2). وبلغ عدد الوحدات السكنية 788 وحدة بمتوسط كثافة قدره 80.9 لكل كيلومتر مربع (209.5/ميل2).
وتوزع التركيب العرقي للبلدة بنسبة 95.38% من البيض و1.36% من الأمريكيين الأفارقة و0.92% من الأمريكيين الأصليين و0.49% من الأمريكيين ذوي الأصول الآسيوية و0.65% من الأعراق الأخرى و1.20% من عرقين مختلطين أو أكثر و2.07% من الهسبانيون أو اللاتينيون من أي عرق.
بلغ عدد الأسر 708 أسرة كانت نسبة 38.4% منها لديها أطفال تحت سن الثامنة عشر تعيش معهم، وبلغت نسبة الأزواج القاطنين مع بعضهم البعض 56.9% من أصل المجموع الكلي للأسر، ونسبة 11.6% من الأسر كان لديها معيلات من الإناث دون وجود شريك،  بينما كانت نسبة 4% من الأسر لديها معيلون من الذكور دون وجود شريكة وكانت نسبة 27.5% من غير العائلات. تألفت نسبة 24% من أصل جميع الأسر من عدة أفراد يعيشون في نفس المنزل ونسبة 8.9% كانت تتألف من شخص يعيش بمفرده يبلغ من العمر 65 عاماً أو أكثر. وبلغ متوسط حجم الأسرة المعيشية 2.60، أما متوسط حجم العائلات فبلغ 3.09.
بلغ العمر الوسطي للسكان 37.4 عاماً. وكانت نسبة 25.8% من القاطنين تحت سن الثامنة عشر، وكانت نسبة 8.6% بين الثامنة عشر والرابعة والعشرين عاماً، ونسبة 28.7% كانت واقعةً في الفئة العمرية ما بين الخامسة والعشرين والرابعة والأربعين عاماً، ونسبة 25.2% كانت ما بين الخامسة والأربعين والرابعة والستين، ونسبة 11.7% كانت ضمن فئة الخامسة والستين عاماً فما فوق. يوجد لكل 100 أنثى 95.4 ذكر، ويوجد لكل 100 أنثى في الثامنة عشر من عمرها فما فوق 91.7 ذكر.
بلغ متوسط دخل الأسرة في البلدة 31,296 دولارًا، أما متوسط دخل العائلة فبلغ 40,647 دولارًا. وكان متوسط دخل الذكور 31,855 دولارًا مقابل 19,637 دولارًا للإناث. وسجل دخل الفرد الخاص بالبلدة 15,542 دولارًا. وكانت نسبة 12% من العائلات ونسبة 14.9% من السكان تحت خط الفقر، وكان من هؤلاء نسبة 19.4% تحت سن الثامنة عشر ونسبة 17.5% في الخامسة والستين من العمر وما فوق.

### تعداد عام 2010
بلغ عدد سكان بيرل ريفر 2,506 نسمة بحسب تعداد عام 2010، وبلغ عدد الأسر 949 أسرة وعدد العائلات 655 عائلة مقيمة في البلدة. في حين سجلت الكثافة السكانية 257.3 نسمة لكل كيلومتر مربع (666.4/ميل2). وبلغ عدد الوحدات السكنية 1,033 وحدة بمتوسط كثافة قدره 106.1 لكل كيلومتر مربع (274.8/ميل2).
وتوزع التركيب العرقي للبلدة بنسبة 93.10% من البيض و2.87% من الأمريكيين الأفارقة و0.76% من الأمريكيين الأصليين و0.40% من الأمريكيين ذوي الأصول الآسيوية و1% من الأعراق الأخرى و1.88% من عرقين مختلطين أو أكثر و3.35% من الهسبانيون أو اللاتينيون من أي عرق.
بلغ عدد الأسر 949 أسرة كانت نسبة 36.2% منها لديها أطفال تحت سن الثامنة عشر تعيش معهم، وبلغت نسبة الأزواج القاطنين مع بعضهم البعض 50.6% من أصل المجموع الكلي للأسر، ونسبة 11.9% من الأسر كان لديها معيلات من الإناث دون وجود شريك،  بينما كانت نسبة 6.5% من الأسر لديها معيلون من الذكور دون وجود شريكة وكانت نسبة 31% من غير العائلات. تألفت نسبة 24.2% من أصل جميع الأسر من عدة أفراد يعيشون في نفس المنزل ونسبة 9.5% كانت تتألف من شخص يعيش بمفرده يبلغ من العمر 65 عاماً أو أكثر. وبلغ متوسط حجم الأسرة المعيشية 2.64، أما متوسط حجم العائلات فبلغ 3.13.
بلغ العمر الوسطي للسكان 39.1 عاماً. وكانت نسبة 24% من القاطنين تحت سن الثامنة عشر، وكانت نسبة 7.7% بين الثامنة عشر والرابعة والعشرين عاماً، ونسبة 25.3% كانت واقعةً في الفئة العمرية ما بين الخامسة والعشرين والرابعة والأربعين عاماً، ونسبة 29.4% كانت ما بين الخامسة والأربعين والرابعة والستين، ونسبة 13.6% كانت ضمن فئة الخامسة والستين عاماً فما فوق. وتوزع التركيب الجنسي للسكان بنسبة 49.2% ذكور و50.8% إناث.